# Menso Alting
Menso Alting (født 9. november 1541 i Eelde, død 7. oktober 1612 i Emden) var en hollandsk reformeret prædikant og reformator.

## Liv og gerning
Han blev født i Eelde og voksede op i en katolsk familie. Efter at have besøgt flere skoler i Holland og Tyskland, studerede han teologi i Köln. I 1564 blev han udnævnt til præst for Haren, og et par måneder senere blev han udnævnt til pastor i Sleen. Menso Alting har sandsynligvis aldrig besøgt og virket i Sleen og Haren, som han havde opnået takket være indflydelsesrige familiemedlemmer, men brugte dem som en indtægtskilde.
I 1565 sluttede Menso sig til den protestantiske reformation under sin uddannelse. Han fortsatte sine studier i Heidelberg, hvor hans søn, Basilius Alting, blev født. Efter at have afsluttet sine studier rejste Menso Alting tilbage til Helpen, nu et distrikt i Groningen og Sleen, denne gang for at konvertere indbyggerne til kalvinisme.
Som et resultat af de protestantiske forfølgelser i Holland efter Beeldenstorm flygtede han til Tyskland i juli 1567. Han rejste gennem Leiselheim (ved Worms), Dirmstein (ved Frankenthal) og Heidelberg og nåede til sidst Emden i Østfriesland i 1575. På dette tidspunkt var omkring halvdelen af byens indbyggere protestantiske flygtninge fra Holland; det er anslået, at henved 6.000 hollændere rejste til Emden i løbet af anden halvdel af 1500-tallet.
I oktober 1575 blev han prædikant ved den store kirke i Emden samt politisk leder. Han efterfulgte den hollandske reformator Albertus Risaeus, som var død i 1574. Hans virke forårsagede et gennembrud for kalvinismen i Emden. Kort tid efter, at han blev prædikant, døde grevinde Anna af Oldenborg, og Menso Alting ledede de kalvinistiske begravelsestjenester.
Grev Willem Lodewijk, statholder i Friesland, inviterede Menso Alting til Drenthe i 1594 for at prædike der. På dette tidspunkt fik Menso Alting sit tilnavn: reformatoren i Drenthe. Det vides, at han brugte en dysse som prædikestol til sine prædikener. Denne stendysse er stadig lokalt kendt som "den paveløse kirke".
I marts 1595 spillede Menso Alting en stor rolle i et oprør foranstaltet af de kalvinistiske indbyggere i Emden og rettet mod den lutherske greve i Østfriesland, Edzard II. Menso, der håbede, at Emden ville tilslutte sig den hollandske republik, opildnede befolkningen. Ikke længe efter erklærede byen sig uafhængig af Østfriesland. Ved traktaten i Delfzijl den 15. juli 1595 modtog Emden en semi-autonom status, som den opretholdt indtil 1744.
Menso Alting døde i en alder af 70 i Emden.